# Curvatura escalar de Ricci
En matemáticas, la curvatura escalar de una superficie es el doble de la familiar curvatura gaussiana. Para las variedades riemannianas de dimensión más alta (n > 2), es el doble de la suma de todas las curvaturas seccionales a lo largo de todos los 2-planos atravesados por un cierto marco ortonormal. Matemáticamente, la curvatura escalar o escalar de curvatura, que suele designarse con las letras R o S, coincide también la traza total de la curvatura de Ricci así como del tensor de curvatura.

## Expresión en componentes
El escalar de curvatura de Ricci R puede expresarse fácilmente en términos del tensor métrico {\displaystyle g_{\mu \nu }}(y sus primeras derivadas ) que define la geometría de la superficie o variedad riemanniana cuyo escalar de curvatura pretendemos encontrar, usando el convenio de sumación de Einstein:

{\displaystyle R=-g^{\mu \nu }\left[\Gamma _{\mu \nu }^{\lambda }\Gamma _{\lambda \sigma }^{\sigma }-\Gamma _{\mu \sigma }^{\lambda }\Gamma _{\nu \lambda }^{\sigma }\right]-\partial _{\nu }\left[g^{\mu \nu }\Gamma _{\mu \sigma }^{\sigma }-g^{\mu \sigma }\Gamma _{\mu \sigma }^{\nu }\right]}

Donde los símbolos de Christoffel que aparecen en la expresión anterior se calculan a partir de las primeras derivadas de los componentes del tensor métrico:
{\displaystyle \Gamma _{kl}^{i}={\frac {1}{2}}g^{im}\left({\frac {\partial g_{mk}}{\partial x^{l}}}+{\frac {\partial g_{ml}}{\partial x^{k}}}-{\frac {\partial g_{kl}}{\partial x^{m}}}\right)}